# Шевчук Федір Макарович
Федір Макарович Шевчук (13 лютого 1904, село Рогачі, тепер Бердичівського району Житомирської області — ?) — український радянський діяч, секретар Сумського обласного комітету КП(б)У, 1-й секретар Радомишльського райкому КП(б)У Житомирської області. 

## Біографія
Член ВКП(б).
З вересня 1938 служив у Червоній армії.
З 1938 до квітня 1939 року — 1-й секретар Глухівського районного комітету КП(б)У Чернігівської (з січня 1939 року — Сумської) області.
У квітні 1939—1941 роках — секретар Сумського обласного комітету КП(б)У із кадрів.
Учасник німецько-радянської війни та один із організаторів партизанського руху.
У 1943 — березні 1944 року — секретар Сумського обласного комітету КП(б)У із кадрів.
У березні 1944 — 1945 року — 3-й секретар Сумського обласного комітету КП(б)У.
У серпні 1946 — після 1947 року — 1-й секретар Радомишльського районного комітету КП(б)У Житомирської області.
На 1956—1962 роки — секретар виконавчого комітету Ворошиловградської (Луганської) обласної ради депутатів трудящих.
Подальша доля невідома. На 1987 рік — персональний пенсіонер союзного значення в місті Києві.

## Звання
- майор

## Нагороди
- орден Вітчизняної війни ІІ ст. (6.11.1985)
- орден Трудового Червоного Прапора (23.01.1948)
- орден Червоної Зірки (7.03.1943)
- ордени
- медаль «Партизанові Вітчизняної війни» 1-го ст.
- медаль «За перемогу над Німеччиною у Великій Вітчизняній війні 1941—1945 рр.» (1945)
- медалі